# Да, господин министр
«Да, господин министр» (англ. Yes Minister) и его продолжение «Да, господин премьер-министр» (англ. Yes, Prime Minister) — британский сатирический телевизионный сериал, завоевавший широкую известность. Авторами сценария были британские писатели и сценаристы Джонатан Линн и Энтони Джей. После выхода сериалов были опубликованы одноименные книги, созданы адаптации для радио.

## Сюжет
Сериал в форме сатиры, рассказывает о работе и личной жизни министра (вымышленного) департамента административных дел Джеймса Хэкера. Сюжет и большинство шуток использует тему манипулирования министром его заместителями, помощниками и собственной женой. Другая тема, проходящая красной нитью через сериал, — виртуозная демагогия и очковтирательство вместо реальной работы административного аппарата правительства. Министр выглядит несколько чудаковатым, мягкотелым человеком,  легко поддающимся чужому влиянию.
Так, например, в серии «Большой брат» Хэкер поставлен в щекотливое положение. Ему необходимо объяснить налогоплательщикам необходимость разработки национальной базы данных, хранящей персональные данные жителей и обосновать затраты в миллионы фунтов. Одновременно нужно уйти от обвинений в посягательстве на личную жизнь граждан.

## Главные герои
- Джеймс Хэкер, министр административных дел, позднее премьер-министр (Пол Эддингтон).
- Сэр Хамфри Эплби, постоянный заместитель министра административных дел, позднее секретарь кабинета (Найджел Хоторн).
- Бернард Вули, личный секретарь Хэкера (Дерек Фолдс).

## Книги
- «Да, господин министр» — 1981—1984.
- «Да, господин премьер-министр» — 1986—1988.

## Внешние ссылки
- «Да, господин министр» и «Да, господин премьер-министр» на imdb.com (англ.)
- Фан-сайт (англ.)
- «Да, господин премьер-министр» возвращение сериала на телеэкраны в 2012-2013г. (англ.)